# Anders Arrebo
Anders Christiensen Arrebo (Aerøskjøbing, 1587 – Vordinborg, 1637) è stato un teologo danese.
Vescovo di Nidaros dal 1618, dovette lasciare l'incarico nel 1622. Fu autore della celebre opera Hexaméron.